# Número de Grashof
O número de Grashof, denotado por {\displaystyle Gr}, assim denominado em homenagem ao engenheiro alemão Franz Grashof, é um número adimensional da mecânica dos fluidos. Fornece a relação entre a sustentação de um fluido em relação à viscosidade.
O número é definido por
{\displaystyle {\text{Gr}}={\frac {g\cdot \beta \,({T}_{s}-{T}_{\infty })\,{L}^{3}}{\nu ^{2}}}}
sendo
- {\displaystyle g}: aceleração da gravidade (no SI: ≈9,81 m/s²)
- {\displaystyle \beta } coeficiente de dilatação térmica (no SI: 1/K)
- {\displaystyle T_{s}} temperatura (no SI: K)
- {\displaystyle T_{\infty }}temperatura de referência
- {\displaystyle L} comprimento característico (no SI: m)
- {\displaystyle \nu } viscosidade cinemática (no SI: m²/s).

Na dedução da adimensionalização das equações de Navier-Stokes resulta e equação equivalente à acima apresentada
{\displaystyle {\text{Gr}}={\frac {|\rho -\rho _{0}|}{\rho _{0}}}{\frac {g\cdot L^{3}}{\nu ^{2}}}}
- {\displaystyle \rho } volume específico à temperatura {\displaystyle T_{s}} (no SI: kg/m³)
- {\displaystyle \rho _{0}}volume específico à.temperatura {\displaystyle T_{\infty }}